# Rumskullaeken

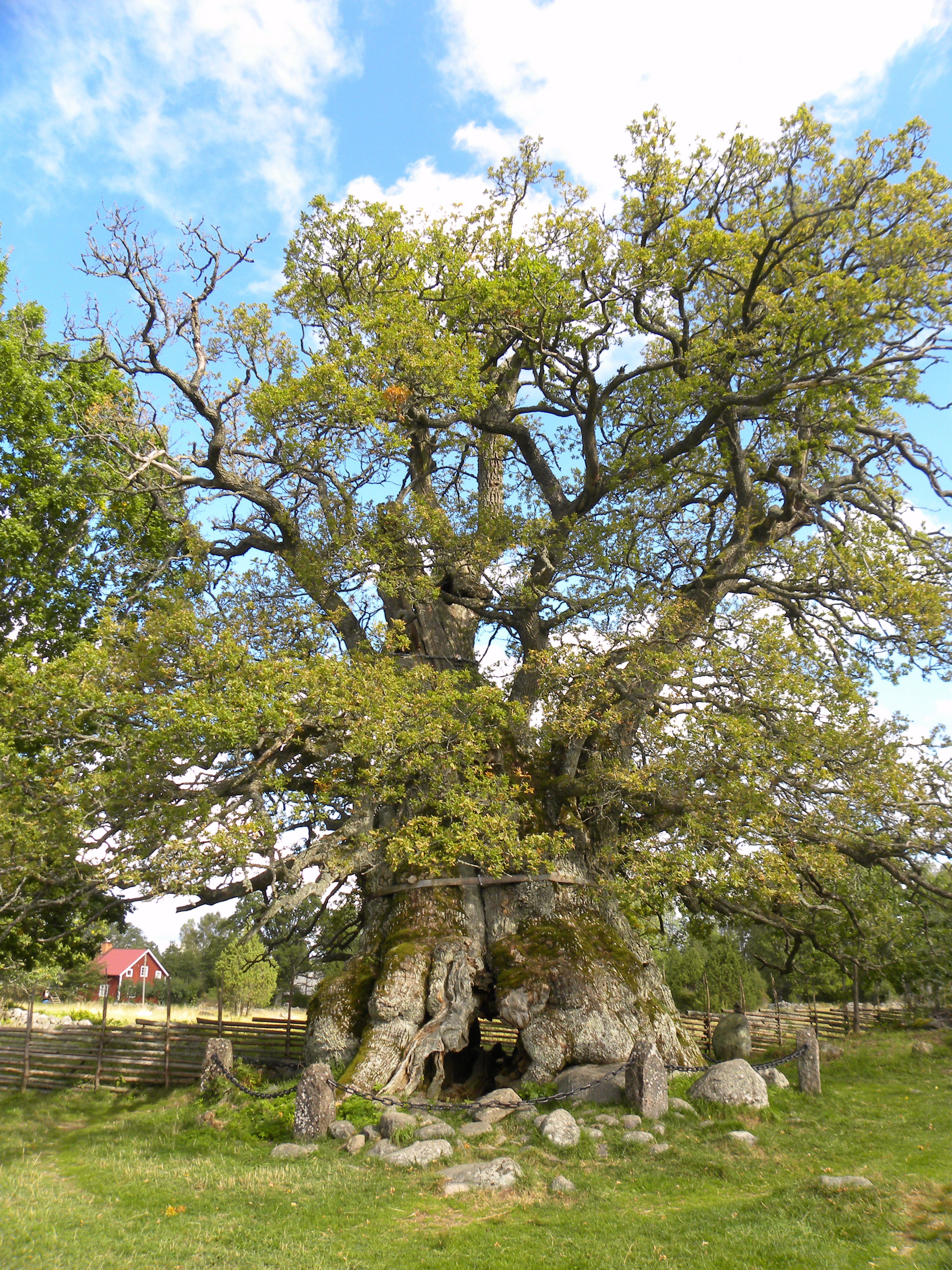
Kvilleken (2010)

Die Rumskullaeken (nach der Ortschaft Rumskulla) oder Kvilleken (nach dem Weiler Norra Kvill) ist eine Stieleiche in der Nähe des Nationalparks Norra Kvill in Småland in Schweden. Ihr Alter wird auf 900 bis über 1000 Jahre geschätzt.
Mit ihrem Umfang von 13 bis 14,75 Metern in Brusthöhe gilt die Kvilleken als der älteste und größte Baumstamm Schwedens und als eine der, wenn nicht gar die dickste Eiche in Europa. Der Stamm ist zur Hälfte abgestorben. Dieser Teil ist mit Seilen am restlichen Stamm befestigt. Das Gebiet direkt um den Baum ist eingezäunt.
Die Kvilleken wurde erstmals im Jahre 1772 von Magnus Gabriel Craelius in dem Buch Försök till ett landskaps beskrivning schriftlich erwähnt.